# Марьевка (Александровское сельское поселение)
Ма́рьевка — посёлок в Верхнехавском районе Воронежской области.
Входит в состав Александровского сельского поселения.

## Население
| 2000 | 2005 | 2010 |
| ---- | ---- | ---- |
| 0    | →0   | ↗16  |

## Улицы
В посёлке имеется одна улица: Луговая.